# Södermanlands runinskrifter 46
Södermanlands runinskrifter 46, med signum Sö 46, är en runsten som nu står vid uppfarten till Nykyrka kyrka i Hormesta, Nykyrka socken och Nyköpings kommun, Jönåkers härad i Södermanland. När stenen hittades på 1600-talet låg den omkullvräkt i ett gärde vid Hormesta gård på andra sidan om den stora vägen.

## Inskriften
Translitterering av runraden:
iskil : auk : knauþimanr : raistu : stain : þansi : at : bruþur : sin : suera : as : uarþ : tauþr · o · eklanti kuml · kiarþu : þatsi [: ki]til  [s](b)[akR]
Normalisering till runsvenska:
Æskell ok Gnauðimandr(?) ræistu stæin þannsi at broður sinn Sværra(?), es varð dauðr a Ænglandi. Kumbl giærðu þatsi Kætill [ok] SpakR(?).
Översättning till nusvenska:
Eskil och Gnödeman(?) reste denna sten efter sin broder Sverre, som blev död i England. Detta minnesmärke gjorde Kättil (och) Spak(?).

## Stenen
Stenens material är granit och den är 280 cm hög, 100 cm bred och 10–20 cm tjock. Runhöjden är 9-11 centimeter. Ristningen vetter mot sydost. Huvudslingans runor är tydliga utom nedtill till höger. Inskriften börjar nedtill till vänster. Stenen som lutar något åt nordväst är placerad i en stenblandad jordhög, som är 4 meter diameter och 0,6 meter hög.
Ornamentiken består av en runslinga som löper i en båge utmed den toppiga stenens ytterkant och inramar ett flätat ringkors i Ringerikestil. Dess nedre korsarm är stående på en stav.
Enligt "Södermanlands minnen" (sidan 424, Nyköping 1877), var det cirka 1787 eller 1797 som runstenen flyttades till Skillra, prästgården i Stigtomta, vilket enligt uppgift av prosten Almstrand (1899), gjordes av några hemmavarande söner till fältprosten Strandberg. Den påträffades där igen 1884 och flyttades inom räckhåll åt öster i prästgårdens park. Där står den nu öster om mangårdsbyggnaden och vägen, som leder över järnvägen ut på landsvägen.